# Kīzmel-e Soflá
Kīzmel-e Soflá (persiska: گيزمِلِ سُفلَى, گيزمَل سُفلَ, گِزمِلِ سُفلَى, گيزمِلِ پائين, کيزمل سفلى, Gīzmel-e Soflá) är en ort i Iran.   Den ligger i provinsen Kurdistan, i den nordvästra delen av landet, 400 km väster om huvudstaden Teheran. Kīzmel-e Soflá ligger 1 901 meter över havet och antalet invånare är 285.
Terrängen runt Kīzmel-e Soflá är huvudsakligen lite kuperad. Kīzmel-e Soflá ligger nere i en dal. Runt Kīzmel-e Soflá är det ganska tätbefolkat, med 104 invånare per kvadratkilometer. Närmaste större samhälle är Hezār Kānīān, 7,2 km norr om Kīzmel-e Soflá. Trakten runt Kīzmel-e Soflá består i huvudsak av gräsmarker.